# 金澤ダイスケ
金澤 ダイスケ（かなざわ だいすけ、1980年〈昭和55年〉2月9日 - ）は、日本のミュージシャン。
2003年よりロックバンド・フジファブリックでキーボードを担当している。妻は越智志帆（Superfly）。

## 来歴
- 茨城県大子町生まれ。実家はレストランを経営している。
- 小学5年生の時にピアノを習い始める。中学3年時の文化祭でバンドを組む事になった際、当初はギターを志望していたものの、メンバーに「お前はピアノが弾けるからキーボードで」と言われ転向。これがバンドでの初ステージとなる。
- その後小川文明（すかんち）に感銘を受け本格的にキーボードを始める。その他、Ben Folds Fiveからの影響も公言している。[1]
- 高校時代は吹奏楽部に所属。トランペット担当で部長も務めた。
- 高校卒業後上京し、青山学院大学に進学するも中退。その後は主に他のバンド・ミュージシャンのサポートとして活動。2003年1月に加藤雄一[※ 1]の勧めでフジファブリックに加入する。
- 2009年、フジファブリックのボーカル・志村正彦が死去。翌年7月に行われたライブ「フジフジ富士Q」の終了後1年ほどは他ミュージシャンのサポートを中心に活動。
  - 2010年から2011年にかけて行われたASIAN KUNG-FU GENERATIONの全国ツアーに帯同した際は、同バンドのボーカル・後藤正文から「実際に彼がこのツアーに参加していなかった場合のことを思うと少し恐ろしい。そのくらい重要な役割」と評されていた。[2]
- 2011年9月のフジファブリック再始動後は主に作曲を担当。2015年頃から作詞を手掛ける事も多くなってきている。
- 2018年4月17日、越智志帆（Superfly）との入籍を発表。2022年5月15日、第一子が誕生したことをインスタグラムにて報告した[3]。

### 人物
- 「ダイスケ」は小川文明につけてもらったステージネームで、本名ではない（「金澤」は本名）。
- 愛称はダイちゃん、チャンダイ、キャプテン(パイロットの服装になった際)、先生(加藤さんがよく呼んでいる)など
- 身長162cm（自己申告）。O型。
- かつて顎関節症を患っていたが、2006年10月に手術をして完治。また肺気胸での入院経験もある。
- 実家がレストランという事もあり料理に造詣が深い。伊地知潔（ASIAN KUNG-FU GENERATION）との共著で料理本を出版した事もある。
- いわゆる“朝型人間”であるため、“夜型人間”の山内や加藤と生活リズムが合わず苦労することも多い。
- 『タモリ倶楽部』（テレビ朝日）のコーナー「空耳アワー」のファンで、自身の投稿が2009年2月13日放送分で採用された。その際「金澤ダイスケ（フジファブリック　キーボード担当）さん」と紹介され、「Heartburn」（Alicia Keys）の空耳で空耳Tシャツを獲得した[4]。

## 使用機材

### キーボード
- Nord Stage

メインキーボード。金澤は「これだけでライブを演れと言われてもできるくらいの多様性がある」と絶賛している。
- Nord Electro 3
- MOOG Minimoog Voyager

アナログシンセサイザー。「発売されてすぐに購入した」と語っている。
- Hammond XK-1
- KORG ARP ODYSSEY
- KORG microKEY

MIDIキーボード。MacBook Proに接続し、サンプラーの代用として使用している。

### ギター
- Fender Souichiro Yamauchi Stratocaster

山内のシグネチャーモデル。ライブで「SUPER!!」「破顔」を演奏する際に使用。

## 参加楽曲
- コレサワ『これから』（2017年、作詞・作曲：コレサワ、編曲：コレサワ・金澤ダイスケ） - ゲストキーボーディストとして演奏にも参加
- KANA-BOON『スターマーカー』（2020年、作詞・作曲：谷口鮪、編曲：KANA-BOON・金澤ダイスケ） - ゲストキーボーディストとして演奏にも参加
- NACHERRY「テレポーテーション」（2023年、作詞・作曲：金澤ダイスケ、編曲：山森大輔）[5]

## プロデュース
- fusen『些細な事』(2022年4月13日、作詞：林龍佑、作曲：林龍佑・金澤ダイスケ)
- fusen『月のひとかけら』(2022年6月15日、作詞：林龍佑、作曲：林龍佑)
- fusen 『僕等の日々』(2022年10月12日、作詞：林龍佑、作曲：林龍佑・金澤ダイスケ)
- fusen 『また会いましょう』(2022年10月26日、作詞：林龍佑、作曲、作曲：林龍佑・金澤ダイスケ)